# Confrérie d'Arriaga

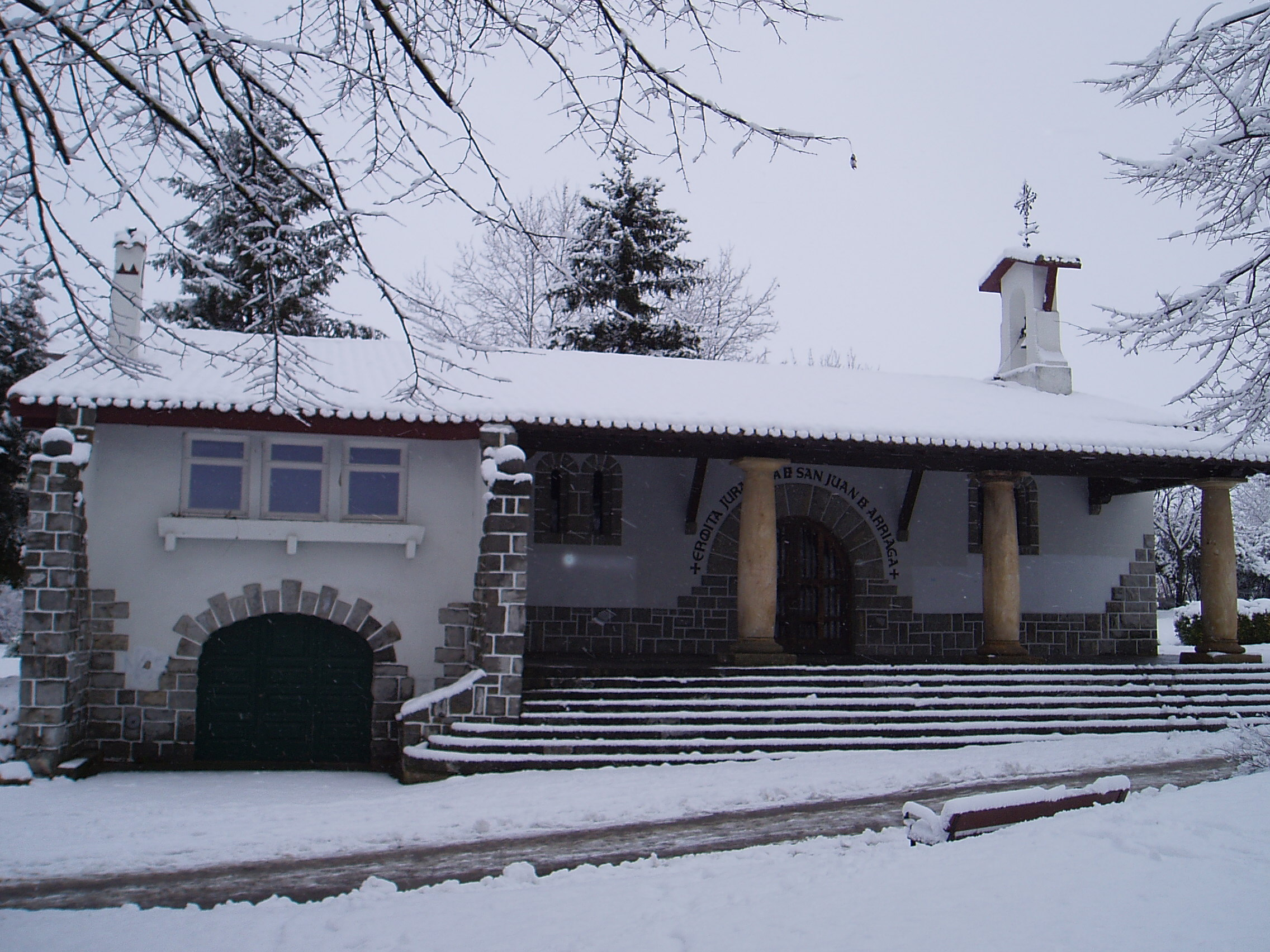
San Juan de Arriagako Baseliza

La Confrérie d'Arriaga est un lieu où se réunissaient les assemblées, était un territoire "solariego" dont le Seigneur était choisi par les membres de la Confrérie, bien que sous souveraineté des rois de Navarre et de Castille. Bien que ses origines le premier témoignage documenté date de 1258 et la trajectoire historique de la Confrérie ait conclu le 2 avril 1332, date à laquelle s'est produit son auto-dissolution et l'intégration de son territoire dans le royaume castillan.

## Présentation
Le principal élément différenciateur était le caractère électif du Seigneur par les gentilhomme s eux-mêmes...
"..Et a las veces tomaban por Señor algunos de los fijos de los Reyes; et a las veces al Señor de Vizcaya; et a las veces al de Lara; et a las veces al Señor de los Cameros..."
La Confrérie réunissait ses Juntes (assemblées) à Arriaga-Lakua, très proche de Vitoria-Gasteiz, dans lequel on a récemment érigé un ermitage consacré à San Juan (Saint Jean), évoquant ces assemblées médiévales.